# Dois Vizinhos
Dois Vizinhos ist ein brasilianisches Munizip im Südwesten des Bundesstaats Paraná. Es hatte 2021 geschätzt 41.424 Einwohner, die sich Duovizinhenser nennen. Seine Fläche beträgt 419 km². Es liegt 519 Meter über dem Meeresspiegel.

## Etymologie
Dois Vizinhos bedeutet auf Deutsch Zwei Nachbarn. Der Ort erhielt bei der Besiedlung den Namen des Flusses, der hier entspringt und in den Rio Chopim fließt. Die Jäger und Fischer, die als erste in dieses Hinterland kamen und viel mit dem Kanu unterwegs waren, bezeichneten diesen Ort so: "Treffen wir uns dort, wo sich die beiden Flüsse treffen ... am Fluss der Dois Vizinhos". Dort gab es zwei Häuser, in denen sie übernachteten und ihre Ausrüstung für die Jagd und den Fischfang lagerten. Wenn sie sich auf ihren Wanderungen trafen, erzählten sie, dass sie zum Fischen unterwegs waren und ihre Ausrüstung am Fluss bei den beiden Nachbarn zurückgelassen hatten. Einer dieser Nachbarn war Marcos do Amaral.

## Geschichte

### Besiedlung
In den 1940er Jahren zogen viele Menschen aus Rio Grande do Sul und Santa Catarina nach Colônia Missões, einem Gebiet westlich des Rio Chopim. Sie wurden durch den einfachen Landerwerb und die problemlose Abmarkung der Ländereien angezogen.
Die ersten Einwohner ließen sich hier nieder, als das Land noch Urwald war und es viele wilde Tiere gab. Jäger kamen auf der Suche nach Pelzen, die in Rio Grande do Sul verkauft wurden. Die Kolonisierung begann ungeordnet und in der Regel durch Menschen, die nicht über die finanziellen Mittel verfügten, um die Kosten für die Ansiedlung zu tragen, also pflanzten sie Mais und Bohnen an und setzten die Stecklinge unbearbeiten Boden ein. Der Teil des Landes, in dem viele Araukarien wuchsen, wurde eher verachtet, weil es schwierig war, sie zu fällen. Außerdem glaubte man, dass es weniger fruchtbar war als das mit so genanntem weißem Gestrüpp bewachsene Land.
Als 1941 Atanázio Pires den Rio Chopim hinunterfuhr, ließ er sich an seiner Mündung in den Iguaçu nieder. Er war der erste Bewohner des Iguaçu-Tals, der die feste Absicht hatte, sich hier dauerhaft anzusiedeln. Ihm folgten Felipe Gaudinski und viele andere wie zum Beispiel Ibraim Antônio Dias (Negrote), Osório Godinho, Ary Müller, Guilherme Guzzo, Frederico Galvan, José Perin, Arceno Gonçalves de Azevedo, Vergílio Neckel, Saraiva Piana, Guarany Correa Mello, Antonino Rosa, Fermino Martins oder Umberto Pinzon.

### Erhebung zum Munizip
Dois Vizinhos wurde durch das Staatsgesetz Nr. 4245 vom 25. Juli 1960 aus Pato Branco ausgegliedert und in den Rang eines Munizips erhoben. Es wurde am 28. November 1961 als Munizip installiert.

## Geografie

### Fläche und Lage
Dois Vizinhos liegt auf dem Terceiro Planalto Paranaense (der Dritten oder Guarapuava-Hochebene von Paraná). Seine Fläche beträgt 419 km². Es liegt auf einer Höhe von 519 Metern.

### Vegetation
Das Biom von Dois Vizinhos ist Mata Atlântica.

### Klima
Das Klima ist gemäßigt warm. Es werden hohe Niederschlagsmengen verzeichnet (1827 mm pro Jahr). Im Jahresdurchschnitt liegt die Temperatur bei 20,2 °C. Die Klimaklassifikation nach Köppen und Geiger lautet Cfa.

### Gewässer
Dois Vizinhos liegt im Einzugsgebiet des Iguaçu. Sein linker Nebenfluss Rio Jaracatiá bildet zusammen mit seinem rechten Zufluss Rio Bandeira die westliche Grenze des Munizips. Der Rio Chopim bildet zusammen mit seinem linken Nebenfluss Rio Lajeado Grande die östliche Grenze des Munizips. Der namengebende Rio Dois Vizinhos entspringt etwa 15 km südlich des Hauptorts und fließt nach Osten zum Chopim.

### Straßen
Dois Vizinhos ist über die PR-281 mit Salto do Lontra im Westen und mit São João im Osten verbunden. Über die PR-473 kommt man im Norden nach Quedas do Iguaçu.

### Nachbarmunizipien
| Boa Esperança do Iguaçu | Cruzeiro do Iguaçu                          | São Jorge d’Oeste |
| Salto do Lontra         | Kompassrose, die auf Nachbargemeinden zeigt |                   |
| Enéas Marques           |                                             | Verê              |

## Stadtverwaltung
Bürgermeister: Luis Carlos Turatto, PP (2021–2024)
Vizebürgermeister: Nery Maria, PSDB (2021–2024)

## Demografie

### Bevölkerungsentwicklung
| Jahr | Einwohner | Stadt | Land |
| ---- | --------- | ----- | ---- |
| 1970 | 37.153    | 11 %  | 89 % |
| 1980 | 42.468    | 29 %  | 71 % |
| 1991 | 40.267    | 55 %  | 45 % |
| 2000 | 31.986    | 70 %  | 30 % |
| 2010 | 36.179    | 78 %  | 22 % |
| 2021 | 41.424    |       |      |

Quelle: IBGE, bis 2010: Volkszählungen und für 2021: Schätzung

### Ethnische Zusammensetzung
| Gruppe * | 1991    | 2000    | 2010    | wer sich als …                                                                   |
| --- | ------- | ------- | ------- | -------------------------------------------------------------------------------- |
| Weiße | 76,6 %  | 83,3 %  | 75,3 %  | weiß bezeichnet                                                                  |
| Schwarze | 1,6 %   | 2,0 %   | 1,7 %   | schwarz bezeichnet                                                               |
| Gelbe | 0,0 %   | 0,1 %   | 0,5 %   | von fernöstlicher Herkunft wie japanisch, chinesisch, koreanisch etc. bezeichnet |
| Braune | 21,7 %  | 14,2 %  | 22,4 %  | braun oder als Mischung aus mehreren Gruppen bezeichnet                          |
| Indigene | 0,2 %   | 0,3 %   | 0,0 %   | Ureinwohner oder Indio bezeichnet                                                |
| ohne Angabe | 0,0 %   | 0,1 %   | 0,0 %   |                                                                                  |
| Gesamt | 100,0 % | 100,0 % | 100,0 % |                                                                                  |
| *) Das IBGE verwendet für Volkszählungen ausschließlich diese fünf Gruppen. Es verzichtet bewusst auf Erläuterungen. Die Zugehörigkeit wird vom Einwohner selbst festgelegt. |         |         |         |                                                                                  |

Quelle: IBGE (Stand: 1991, 2000 und 2010)

## Kultur und Sehenswürdigkeiten

### Kulinarische Spezialitäten
Dois Vizinhos setzt sich aus verschiedenen ethnischen Gruppen zusammen, so dass die Gastronomie sehr vielfältig ist. Es gibt Gewürze, Zutaten und Rezepte, die die verschiedenen Kulturen, aus denen die Gemeinde heute besteht, ein wenig charakterisieren.
Typische Gerichte sind Leitão a Dois Vizinhos (Spanferkel) und Gerichte auf der Basis von Hühnerfleisch.

## Wirtschaft

### Landwirtschaft
Die Gemeinde ist für einen beträchtlichen Teil der Geflügelproduktion im Bundesstaat Paraná verantwortlich. Es werden täglich 660.000 Hähnchen geschlachtet. Das Munizip verfügt über den größten agroindustriellen Lebensmittelkomplex in Lateinamerika. Aus diesem Grund gilt Dois Vizinhos als Capital Nacional do Frango (brasilianische Hauptstadt des Hähnchens).
Hier befindet sich auch der Sitz des zweitgrößten Unternehmens des Landes bezüglich der Produktion von befruchteten Eiern. Es werden monatlich 35 Millionen Stück produziert. Andere Bereiche der Agrarwirtschaft sind die Rinderzucht, die Milchviehzucht, die Schweinezucht und die Getreideproduktion.

### Bekleidungsindustrie
Die Bekleidungsbranche wird durch die Herstellung von Jeans geprägt. Verschiedene Marken werden auch in anderen Bundesstaaten vermarktet.

### Softwareentwicklung
Die Gemeinde gilt als ein Zentrum der Softwareentwicklung. Ihre Produkte werden in ganz Brasilien vertrieben. Die Branche wurde durch das Lei do Incentivo Tecnológico Nr. 14.895/05 (deutsch: Gesetz über technologische Anreize) noch zusätzlich gefördert. Um die große Nachfrage nach qualifizierten Fachkräften in der Region zu befriedigen, wurde 2004 die Associação para o Desenvolvimento Tecnológico e Industrial do Sudoeste do Paraná (SUDOTEC)  – (deutsch: Verband für die technologische und industrielle Entwicklung von Südwest-Paraná) gegründet.

### Metallverarbeitung
Auch die metallverarbeitenden Betriebe tragen mit ihren hochwertigen Produkten den Namen der Gemeinde nach ganz Brasilien und ins Ausland.

### Kennzahlen
Mit einem Bruttoinlandsprodukt pro Einwohner von 41.240,19 R$ bzw. rund 9.200 € lag Dois Vizinhos 2019 auf dem 69. Platz der 399 Munizipien Paranás.
Sein hoher Index der menschlichen Entwicklung von 0,767 (2010) setzte es auf den 11. Platz der paranaischen Munizipien.